# Modem

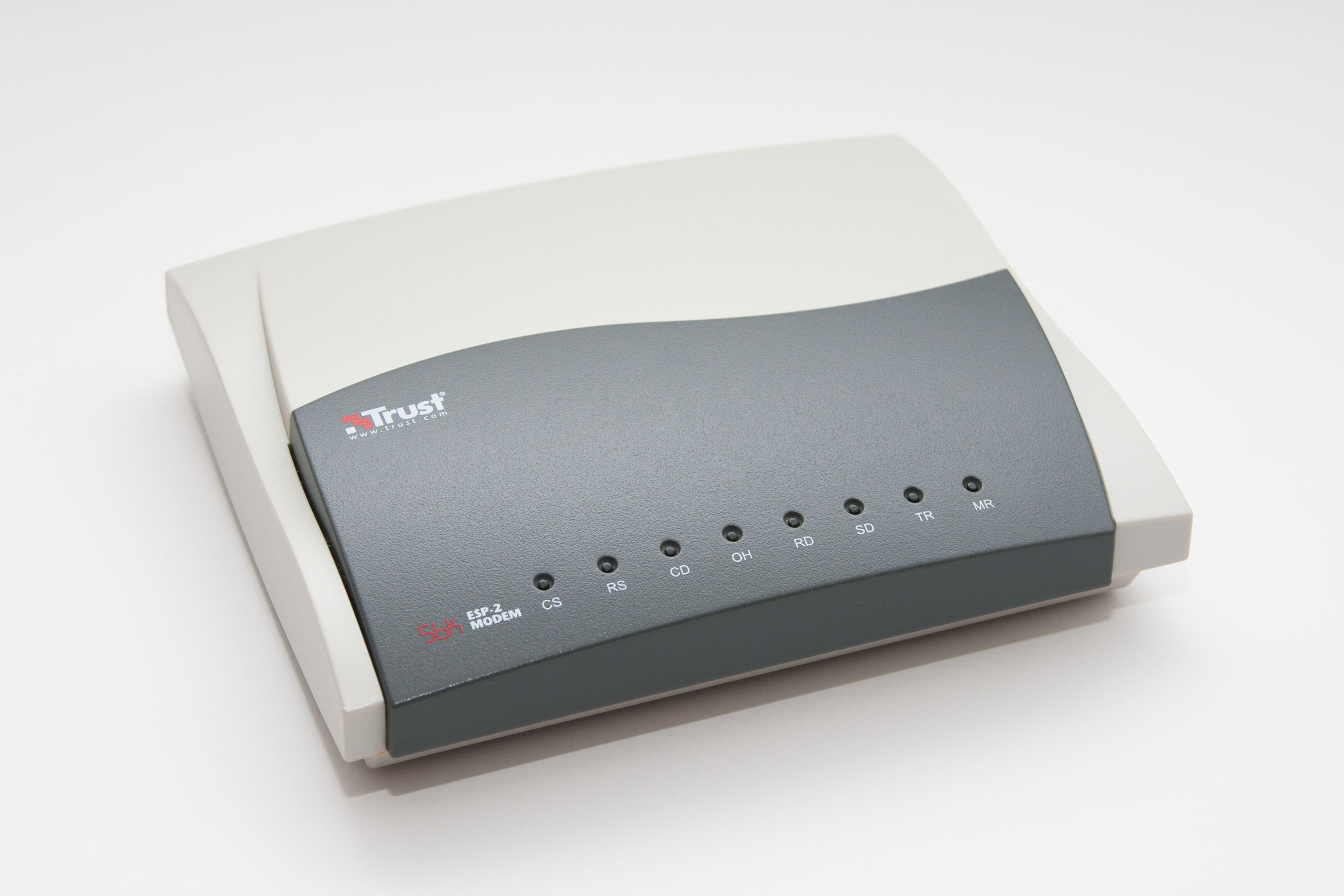
Modem analogico dei primi anni 2000, velocità di 56 Kbps

Il modem (modulatore-demodulatore, dall'inglese modulator-demodulator), nelle telecomunicazioni ed elettronica, è un dispositivo di ricetrasmissione che ha funzionalità logiche di modulazione/demodulazione (analogica o digitale) in trasmissioni analogiche e digitali.
Nell'accezione più comune il modem è un apparecchio di collegamento telefonico di un terminale (ad esempio un computer) a una rete di trasmissione dati, che converte (modula) i segnali digitali in impulsi analogici e, in fase di ricezione, riconverte (demodula) gli impulsi analogici in segnali digitali.

## Storia
I servizi di trasmissione di notizie negli anni '20 usavano dispositivi multiplex che soddisfacevano la definizione di un modem. Tuttavia, la funzione modem era incidentale alla funzione multiplexing, quindi non sono comunemente inclusi nella cronologia dei modem. I modem sono nati dall'esigenza di connettere le telescriventi alle linee telefoniche ordinarie invece delle più costose linee affittate che erano state precedentemente utilizzate per le attuali teleprogrammi basati su loop e telegrafi automatizzati.
Nel 1941, gli Alleati svilupparono un sistema di crittografia vocale chiamato SIGSALY che usava un vocoder per digitalizzare il parlato, quindi crittografò il discorso con il pad singolo e codificò i dati digitali come toni usando il key shift di frequenza.
I modem prodotti in serie negli Stati Uniti iniziarono come parte del sistema di difesa aerea SAGE nel 1958 (l'anno in cui la parola modem fu usata per la prima volta), collegando i terminali a varie basi aeree, siti radar e centri di comando e controllo ai centri di regia di SAGE sparsi per gli Stati Uniti e il Canada. I modem SAGE sono stati descritti dai laboratori Bell di AT&T come conformi allo standard di serie di dati Bell 101 recentemente pubblicato. Mentre funzionavano su linee telefoniche dedicate, i dispositivi a ciascuna estremità non erano diversi da quelli commerciali acustici Bell 101, 110 modem baud.
I Data-Phone 201A e 201B erano modem sincroni che utilizzavano lo shift di fase a due bit per baud (PSK). Il 201A operava half-duplex a 2.000 bit/s rispetto alle normali linee telefoniche, mentre il 201B forniva il servizio full duplex a 2.400 bit/s su linee dedicate a quattro fili, i canali di invio e ricezione ciascuno in esecuzione sul proprio set di due fili.
Il famoso standard del set di dati Bell 103A fu introdotto anche da AT&T nel 1962. Forniva un servizio full-duplex a 300 bit/s rispetto alle normali linee telefoniche. È stata utilizzata la codifica in base alla frequenza, con il mittente che trasmette a 1.070 o 1.270 Hz e il modem di risposta che trasmette a 2.025 o 2.225 Hz. Il 103A2 prontamente disponibile ha dato un importante impulso all'uso di terminali remoti a bassa velocità come l'ASR e il KSR del modello Teletype 33 e l'IBM 2741. AT&T ha ridotto i costi del modem introducendo il 113D di sola origine e il 113B/Modem C di sola risposta.

## Significato e funzionamento

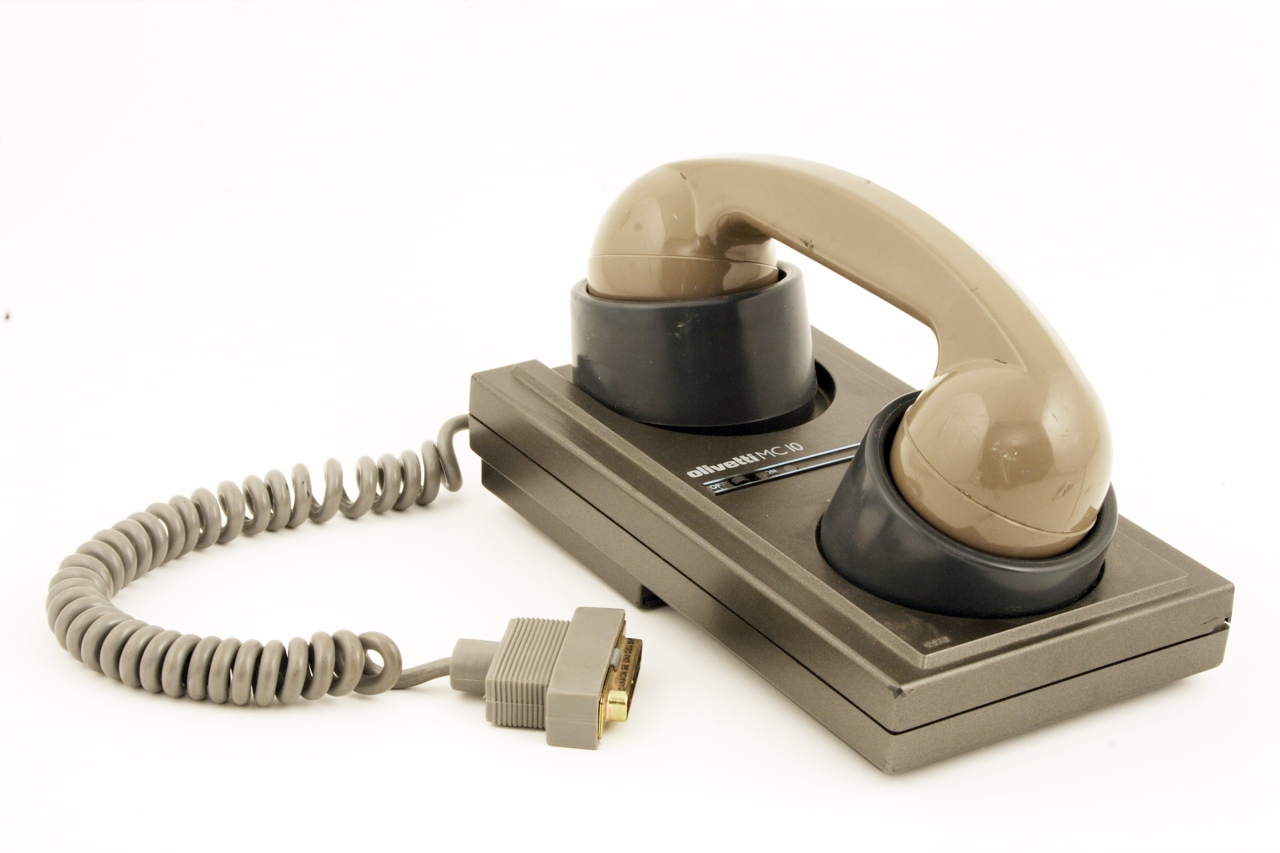
Accoppiatore acustico Olivetti MC10

Questo dispositivo permette la MOdulazione e la DEModulazione dei segnali contenenti informazione; dal nome di queste due funzioni principali il dispositivo prende il nome di MODEM. In altre parole, sequenze di bit vengono ricodificate come segnali elettrici. Il modem è anche una componente fondamentale del Fax.
In pratica il modem (DCE Data Communication Equipment), associato ad un terminale di rete ovvero un PC (DTE Data Terminal Equipment), attua le procedure di conversione, codifica e decodifica del segnale elettrico informativo da analogico a digitale (demodulazione numerica) in entrata al PC, che è un sistema digitale, e da digitale ad analogico (modulazione numerica) in uscita dal PC lungo il doppino telefonico, verso altre destinazioni della rete. Può essere visto quindi come un opportuno dispositivo elaborativo di rice-trasmissione nell'ambito delle comunicazioni o trasmissioni digitali o numeriche che fa da interfaccia tra un sistema digitale (il PC) e una linea trasmissiva analogica, quale ad esempio il doppino telefonico.

## Classificazione

### Modem tradizionale

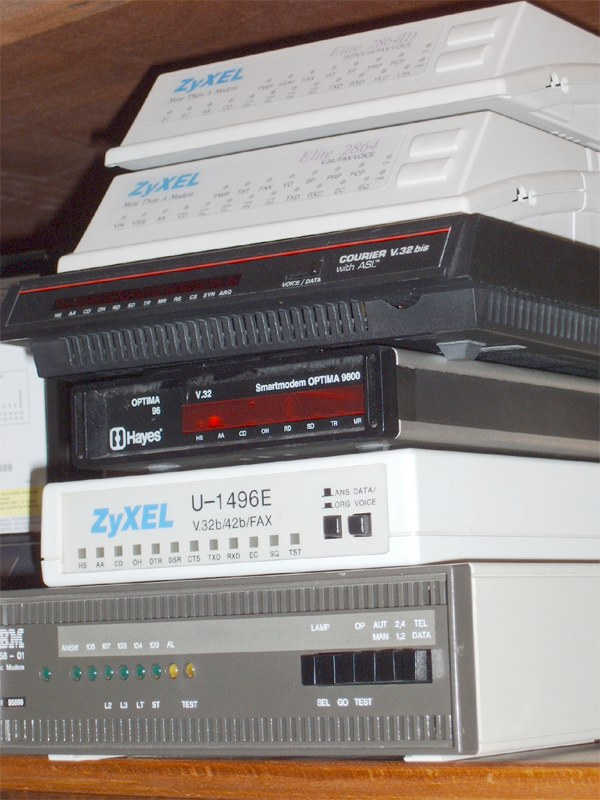
Vari modem per linea telefonica

La prima distinzione che si deve fare fra i diversi tipi di modem è il tipo di supporto trasmissivo, il "filo" telefonico e quello che c'è lungo il suo percorso o, più propriamente, la banda passante di questo "filo". Per maggiore precisione, questo "filo" è un doppino telefonico (o coppia telefonica) con particolari caratteristiche costruttive ed elettriche: impedenza tipica, capacità parassita tipica, resistenza tipica, immunità ai disturbi ecc.
Se questo doppino telefonico non attraversa dei centralini telefonici (PABX) o dei gruppi di pupinizzazione, la sua banda passante teorica dipende solo dalla sua impedenza tipica e, limitatamente a qualche decina di chilometri (fra i 5 e i 25 km dipendente dalle caratteristiche dell'apparecchiatura), potremo usare dei modem di tipo banda base.
Se la coppia attraversa gruppi di pupinizzazione, centralini telefonici (PABX), sistemi di amplificazione eccetera, la banda passante sarà quella tipica per le comunicazioni telefoniche, che in Italia è compresa fra 0 e 4 kHz considerando i margini di distacco. In questo caso dovremo usare dei modem di tipo banda fonica. Le distanze teoriche raggiungibili non hanno limiti fisici.
Se la coppia deve essere usata sia per fonia che per la trasmissione dati dovremo usare la banda inferiore (fino ai 4 kHz) per l'uso fonico e il resto della banda passante di quel doppino per la trasmissione dei dati. In questo caso si adopererà dei modem di tipo data over voice o modem vocali. Questi modem necessitano di particolari filtri passa banda alla sorgente, all'arrivo e per attraversare PABX o simili. Le distanze raggiungibili sono molto limitate e possono arrivare a qualche chilometro.
Fra i modem data over voice il tipo più usato e diffuso è il modem ADSL per le connessioni in alta velocità ad internet.
Nei modem in banda base la velocità di trasmissione comporta un maggior uso della banda passante e, con l'esclusione dei modem tipo ADSL, avranno una modulazione di tipo PSK (Phase Shift Key) o simili. In pratica useranno sempre un baud per bit.

### Modem in banda fonica (o modem fonici)
Questi tipi di modem sono adatti ad essere connessi su una linea telefonica commutata, ovvero connessa ad un centralino telefonico (PABX) e devono rispettare tutte le normative relative alle comunicazioni telefoniche. Per questo motivo la banda di frequenze adoperata ed il livello del segnale dovrà rispettare dei valori standard. Per la banda di frequenza essa è compresa fra 0 e 4 kHz. Questa banda permette un passaggio di un massimo di 1200 baud. I primi modem, infatti, potevano instaurare delle connessioni half duplex a questa velocità massima e, attraverso i segnali di controllo dell'interfaccia fisica EIA RS-232 poteva essere instaurata una connessione di tipo semiduplex a 1200 bit/s o Full Duplex a 600 bit/s. In altri casi, ove c'era la necessità, venivano usate connessioni a 600/300 e sottocanale di servizio a 75 bit/s. La tecnica di trasmissione si è evoluta permettendo da prima ad avere connessioni full duplex a 2400 e, successivamente a 4800, 9600 ed ora fino agli attuali 56 kbit/s con lo standard V.90. È da notare però che comunque i baud trasmessi sono sempre 1200 ma le informazioni che ogni singolo baud oggi è in grado di trasferire passa da un bit alle origini fino a raggiungere i teorici 46,6 bit per baud. In pratica questo non è vero perché intervengono altri fattori come la compressione dei dati, la soppressione dei bit di Start e di stop, la conversione della trasmissione asincrona in sincrona e l'uso di protocolli particolari fra i modem o, per meglio dire, fra i microprocessori dei modem.
La maggior parte dei modem in banda fonica attuali sono tutti asincroni, full duplex, a chiamata automatica (cioè possono chiamare un altro modem e stabilire una connessione sotto il controllo di un programma) e a risposta automatica (cioè possono rivelare quando il telefono collegato suona e possono rispondere per stabilire una connessione).

#### Principio di funzionamento
Supponiamo di avere due computer in due punti geograficamente distanti e collegati a due modem in banda fonica Auto Call e Auto answer e di voler trasmettere dei dati da uno all'altro tramite una normale linea telefonica:
- il primo computer invierà dei caratteri particolari alla propria porta seriale dando il comando al modem di effettuare la chiamata del numero telefonico del computer destinatario (codifica AT).
- Modem effettuerà la composizione del numero in base al comando AT ricevuto e attenderà la risposta del modem remoto.
- il modem remoto, ricevendo la chiamata invierà al proprio computer il segnale di Ring Indicator e, se attivato, dei caratteri alfanumerici secondo la codifica ASCII formanti la parola RING. Se il proprio PC ha attivato il segnale sulla porta EIA RS-232 di DTR (Terminale pronto) il modem è autorizzato a rispondere e, dopo il numero di squilli stabiliti nella propria memoria, risponderà aprendo la linea e immettendo su questa un tono di risposta.
- il modem chiamante, sentendo il tono di risposta del secondo modem, inizierà ad inviare dei dati riguardanti le sue caratteristiche più elevate ed attendendo risposta. Se non ottiene risposta riproverà ad inviare dati secondo un tipo di codifica inferiore fino ad ottenere la risposta. A questo punto i due modem si scambiano dati e test sulla qualità della linea fino a stabilire una connessione alla massima velocità possibile per le caratteristiche comuni ai due modem e alla qualità della linea. Da notare che i modem, fra i primi comandi e toni inviati, lanciano anche un comando dedicato agli amplificatori e ponti radio telefonici per inibire la soppressione dell'eco di linea. Le transazioni terminano lanciando al proprio computer dei caratteri ASCII formanti la parola CONNECT seguita dalla velocità di connessione stabilita. Se previsto dalla programmazione del modem l'altoparlante del modem diventerà silenzioso.
- Infine i dati del primo computer verranno inviati all'uscita ossia alla porta seriale del computer
- la porta seriale che fa da interfaccia tra il computer ed il modem spedisce al modem le informazioni sotto forma di flussi di bit
- questi flussi di bit vengono trasformati da un circuito di modulazione in frequenze (al limite bastano soltanto due frequenze visto che i valori possibili sono o 0 o 1) ed inviati
- il modem dopo aver tradotto le informazioni digitali (bit) in informazioni analogiche (frequenze sonore) le pone in uscita
- il canale, che nel nostro caso è la linea telefonica, provvederà a trasportare i dati fino al destinatario, ossia il modem del computer ricevente
- questo acquisirà i dati in formato analogico e li tradurrà attraverso una procedura di demodulazione in formato digitale
- invierà questa informazione all'interfaccia seriale
- e alla fine le informazioni saranno trasmesse al computer ricevente

La velocità di trasmissione dei dati tra due sistemi è misurata normalmente in bit al secondo b/s, mentre il baud rate massimo è sempre di 1200 per una banda fonica.

#### Altre funzioni
Oltre al compito fondamentale di modulazione-demodulazione, i modem ne possono svolgere numerosi altri, in funzione delle modalità e dei requisiti del collegamento, come ad esempio la ricezione o l'invio dei fax. Per fare questo il modem deve essere conforme agli standard ITU v.17 e T.30 che è il vero e proprio protocollo per i fax. Oppure se il modem è un modem voce, all'arrivo di una chiamata fa suonare il campanello del computer.

### Modem Vocali
I modem vocali possono permettere comunicazioni simultanee di voci e dati nello stesso momento. Questi modem sono marchiati con la sigla AVSD (Analog Simultaneous Voice and Data), conformi allo standard V.34Q ITU-T, o DSVD (Digital Simultaneous Voice and Data) conformi allo standard V.70.
Inoltre con l'ausilio di programmi di monitoraggio in genere allegati al modem è possibile sfruttarlo come fax e segreteria telefonica.

## Tipi di modem in commercio
Attualmente in commercio sono presenti 5 tipi di modem:
1. Modem analogici (56 kbit/s)
2. Modem ISDN (128 kbit/s)
3. Modem ADSL (da 640 kbit/s a 24 Mbit/s)
4. Modem VDSL (da 26 Mbit/s a 1000 Mbit/s)
5. Modem GPRS/EDGE/UMTS/HSDPA/LTE (integrati nei telefonini di ultima generazione o anche come PC card o modem USB, con velocità da 56 kbit/s a 3.3 Gbit/s)

Un modem che incorpora un router prende il nome di modem router.

### Proprietari standard
Molti altri standard sono stati introdotti anche per scopi speciali, comunemente utilizzando un canale ad alta velocità per la ricezione e un canale a bassa velocità per l'invio. Un tipico esempio è stato utilizzato nel sistema francese Minitel, nel quale i terminali dell'utente passavano la maggior parte del loro tempo a ricevere informazioni. Il modem nel terminale Minitel operava quindi a 1.200 bit/s per la ricezione e 75 bit/s per inviare i comandi ai server.
Tre società statunitensi sono diventate famose per versioni ad alta velocità dello stesso concetto. Telebit ha introdotto il suo modem Trailblazer nel 1984, che utilizzava un gran numero di canali a 36 bit/s per inviare dati a una via a velocità fino a 18.432 bit/s. Un singolo canale aggiuntivo nella direzione opposta consentiva ai due modem di comunicare la quantità di dati in attesa alle due estremità del collegamento e i modem potevano cambiare direzione al volo. I modem Trailblazer hanno anche supportato una funzionalità che permetteva loro di falsificare il protocollo UUCP g, comunemente usato sui sistemi Unix per inviare e-mail, e quindi velocizzare UUCP di una quantità enorme. I trailblazers divennero così estremamente comuni sui sistemi Unix e mantennero il loro dominio su questo mercato fino agli anni '90.
USRobotics (USR) ha introdotto un sistema simile, noto come HST, anche se questo ha fornito solo 9.600 bit/s (almeno nelle prime versioni) e fornito un backchannel più grande. Invece di offrire spoofing, USR ha invece creato un grande mercato tra gli utenti di Fidonet offrendo i suoi modem ai sysops BBS ad un prezzo molto più basso, con il risultato di vendite agli utenti finali che volevano trasferimenti di file più veloci. Hayes fu costretto a competere e introdusse il suo standard a 9600 bit/s, Express 96 (noto anche come Ping-Pong), che era generalmente simile al PEP di Telebit. Hayes, tuttavia, non offriva né spoofing del protocollo né sconti per sysop, e i suoi modem ad alta velocità rimanevano rari.
Una caratteristica comune di questi modem ad alta velocità era il concetto di fallback, ovvero la ricerca della velocità, che consentiva loro di comunicare con modem meno capaci. Durante l'avvio della chiamata, il modem trasmette una serie di segnali e attende che il modem remoto risponda. Avrebbero iniziato ad alta velocità e progressivamente più lentamente fino a quando non ci fu una risposta. Quindi, due modem USR sarebbero in grado di connettersi a 9.600 bit/s, ma, quando un utente con un modem da 2.400 bit/s ha chiamato, l'USR tornerebbe alla velocità comune di 2.400 bit/s. Ciò accadrebbe anche se fossero collegati un modem V.32 e un modem HST. Poiché utilizzavano uno standard diverso a 9.600 bit/s, ritornavano al loro standard più comunemente supportato a 2.400 bit/s. Lo stesso vale per i modem HST V.32bis e 14.400 bit/s, che sarebbero comunque in grado di comunicare tra loro a 2400 bit/s.

### Accoppiatori Acustici
Per molti anni, la Bell System (divenuta, nel 188, AT&T) ha mantenuto il monopolio sull'uso delle sue linee telefoniche e su quali dispositivi potrebbero essere collegati a loro. Tuttavia, la fondamentale decisione Carterfone della FCC del 1968, la FCC ha concluso che i dispositivi elettronici potevano essere collegati al sistema telefonico purché utilizzassero un accoppiatore acustico. Poiché la maggior parte dei telefoni sono stati forniti da Western Electric e quindi di un design standard, gli accoppiatori acustici erano relativamente facili da costruire. I modelli compatibili con Bell 103A erano comuni negli anni '70. Modelli noti comprendevano la Novation CAT e la Anderson-Jacobson, quest'ultima derivata da un progetto interno allo Stanford Research Institute (ora SRI International). Un'opzione ancora più economica era il modem Pennywhistle, progettato per essere costruito utilizzando parti di scarti elettronici e magazzini in eccedenza.
Nel dicembre 1972, Vadic introdusse il VA3400, noto per le operazioni full-duplex a 1.200 bit/s sulla rete telefonica. Come il 103A, ha usato diverse bande di frequenza per trasmettere e ricevere. Nel novembre 1976, AT&T introdusse il modem 212A per competere con Vadic. Era simile nel design, ma usava la frequenza più bassa impostata per la trasmissione. Si potrebbe anche usare 212A con un modem 103A a 300 bit/s. Secondo Vadic, il cambiamento nelle assegnazioni di frequenza rendeva il 212 intenzionalmente incompatibile con l'accoppiamento acustico, bloccando così molti potenziali produttori di modem. Nel 1977, Vadic ha risposto con il triplo modem VA3467, un modem di sola risposta venduto agli operatori di computer center che supportava la modalità Vadic a 1.200 bit/s, la modalità 212A di AT&T e l'operazione 103A.

### Radio
Le trasmissioni dirette via satellite, WiFi e  telefoni cellulari utilizzano tutti i modem per comunicare, così come la maggior parte degli altri servizi wireless oggi. Le moderne reti di telecomunicazioni e di dati utilizzano anche estensivamente i radio modem in cui sono richiesti collegamenti di dati a lunga distanza. Tali sistemi sono una parte importante della PSTN e sono anche di uso comune per collegamenti di rete di computer ad alta velocità verso aree periferiche dove la fibra non è economica.
Anche dove è installato un cavo, è spesso possibile ottenere prestazioni migliori o rendere più semplici altre parti del sistema utilizzando le radiofrequenze e le tecniche di modulazione attraverso un cavo. Il cavo coassiale ha un'ampiezza di banda molto ampia, ma l'attenuazione del segnale diventa un problema importante a velocità di trasmissione elevate se viene utilizzato un segnale digitale in banda base. Utilizzando un modem, una quantità molto maggiore di dati digitali può essere trasmessa attraverso un singolo filo. I servizi Internet digitali via cavo e via cavo utilizzano i modem a radiofrequenza per soddisfare le crescenti esigenze di larghezza di banda delle famiglie moderne. L'utilizzo di un modem consente inoltre di utilizzare l'accesso multiplo a divisione di frequenza, rendendo possibile la comunicazione digitale full duplex con molti utenti utilizzando un singolo filo.
I modem wireless sono disponibili in una varietà di tipi, larghezze di banda e velocità. I modem wireless sono spesso indicati come trasparenti o intelligenti. Trasmettono informazioni modulate su una frequenza portante per consentire a molti collegamenti di comunicazione wireless simultanei di funzionare simultaneamente su frequenze diverse.
I modem trasparenti funzionano in modo simile ai loro cugini modem della linea telefonica. Tipicamente, erano half duplex, il che significa che non potevano inviare e ricevere dati allo stesso tempo. In genere, i modem trasparenti vengono interrogati in modo round robin per raccogliere piccole quantità di dati da posizioni sparse che non hanno un facile accesso all'infrastruttura cablata. I modem trasparenti sono più comunemente usati dalle società di servizi per la raccolta dei dati.

### Modem ISDN
Mentre i modem vecchia generazione sono veri e propri MOdulatori/DEModulatori, quelli ISDN sono chiamati così solo per semplificazione, non usano frequenze sul doppino telefonico ma veri e propri segnali digitali discreti, la definizione corretta è TA (Terminal adapter) ISDN. Sono utilizzabili solo se in possesso della linea telefonica specifica per questo tipo di connessione.
Hanno le medesime funzioni di quelli analogici con la differenza che sono più veloci e sfruttano una linea dati digitale, con una velocità tra i 64 kbit/s e 128 kbit/s, occupando entrambi i canali ISDN. Questi modem non sono adatti alle prese telefoniche tripolari.

### Connessione diretta
La decisione Hush-a-Phone applicata solo alle connessioni meccaniche, ma la decisione Carterfone del 1968, ha portato alla FCC che introduce una regola che impone test rigorosi AT&T per l'accoppiamento elettronico di un dispositivo alle linee telefoniche. Ciò ha aperto la porta per collegare direttamente i modem collegati direttamente alla linea telefonica anziché tramite un telefono. Tuttavia, il costo per superare i test era considerevole e i modem acusticamente accoppiati rimasero comuni nei primi anni '80.
I rapidi prezzi dell'elettronica alla fine degli anni '70 portarono a un numero crescente di modelli a connessione diretta intorno al 1980. Nonostante fossero collegati direttamente, questi modem erano generalmente gestiti come le loro precedenti versioni acustiche - le operazioni di composizione e altre operazioni di controllo telefonico erano completate a mano, utilizzando un ricevitore collegato. Un piccolo numero di modem ha aggiunto la possibilità di rispondere automaticamente alle chiamate in arrivo o di effettuare automaticamente una chiamata in uscita a un singolo numero, ma anche queste funzionalità limitate erano relativamente rare o limitate a modelli speciali in una linea. Quando erano necessarie soluzioni più flessibili, venivano utilizzati "dialer" di terze parti per automatizzare le chiamate, utilizzando normalmente una porta seriale separata per comunicare con il combinatore, che quindi controllava il modem attraverso una connessione elettrica privata.
L'introduzione di sistemi di microcomputer con slot di espansione interni rendeva comuni i primi modem controllabili dal software. Le connessioni a slot davano al computer l'accesso completo alla memoria del modem o ai canali di input/output (I/O), che consentivano al software di inviare comandi al modem, non solo dati. Ciò ha portato a una serie di modem popolari per bus S-100 e computer Apple II che potevano chiamare direttamente il telefono, rispondere alle chiamate in arrivo e riagganciare, i requisiti di base di un sistema BBS (BBS). Il CBBS seminale fu creato su una macchina S-100 con un modem interno Hayes, seguito da un numero di sistemi simili.

### Modem ADSL
Il terzo tipo di modem, gli ADSL, sono dei modem solitamente esterni (ma anche raramente di tipologia interna) che consentono di usufruire della linea digitale dati ad alta velocità ADSL. La velocità varia dai 640 kbit/s sino ai 24 Mbit/s in base all'operatore telefonico, al contratto stabilito con esso e alla rete utilizzata. Recentemente sono usciti anche VOIP modem che consentono di avere una linea telefonica su rete Internet (detta appunto VOIP). Ultimamente si sono diffusi i router WLAN, che permettono di navigare senza fili in rete domestica, collegandoli alla linea, a condizione di possedere una scheda di rete senza fili, sempre più diffuse con i portatili di ultima generazione. Se si guasta la linea ADSL e si possiede ancora una linea analogica, è possibile navigare utilizzando un modem vecchio tipo (56 kbit/s di velocità massima ottenibile).

### Smartmodem e l'aumento del BBS
Il prossimo importante progresso nei modem fu Hayes Smartmodem, introdotto nel 1981. Lo Smartmodem era un modem diretto 103A a 300 bit/s, altrimenti normale, ma era collegato a un piccolo microcontrollore che guardava il flusso di dati per determinate stringhe di caratteri che rappresentavano comandi. Ciò ha consentito l'invio di dati e comandi attraverso una singola porta seriale. Il set di comandi Hayes ora incluso include le istruzioni per sollevare e riagganciare il telefono, comporre numeri e rispondere alle chiamate, tra gli altri. Questo era simile ai comandi offerti dai modem interni, ma a differenza di loro, lo Smartmodem poteva essere collegato a qualsiasi computer con una porta RS-232, che era praticamente costruita su ogni microcomputer.
L'introduzione dello Smartmodem ha reso le comunicazioni molto più semplici e più facilmente accessibili. Ciò ha fornito un mercato in crescita per altri venditori, che hanno concesso in licenza i brevetti Hayes e hanno gareggiato sul prezzo o aggiungendo funzionalità. Negli anni '80, un certo numero di nuovi modem ad alta velocità, prima 1.200 e poi 2.400 bit/s, migliorarono notevolmente la reattività dei sistemi online e rese pratico il trasferimento dei file. Ciò ha portato alla rapida crescita dei servizi online con le loro librerie di file di grandi dimensioni, che a loro volta hanno dato più motivi per possedere un modem. Il rapido aggiornamento dei modem ha portato a un simile rapido aumento dell'uso di BBS, il che è stato favorito dal fatto che i BBS potevano controllare il modem semplicemente inviando stringhe, piuttosto che parlare a un driver di periferica diverso per ogni modem a connessione diretta.

### Modem GPRS/EDGE/UMTS/HSDPA/LTE
I modem GPRS/UMTS/HSDPA/LTE sono i modem presenti nei telefoni cellulari di terza generazione. Consentono di accedere dal telefonino ad internet a velocità variabili, che corrisponde da 50 kbit/s per GPRS, 200 kbit/s per EDGE, 384 kbit/s con UMTS. Per HSDPA la velocità arriva fino al limite teorico di 7.2 Mbit/s, ma è raggiungibile solo in caso di copertura ottimale. Stesso discorso per HSPA+, che permette teoricamente velocità fino a 28,8 Mbit/s, raggiungibili solo se la stazione radiobase è in condizioni di supportare tale velocità. In condizioni comuni è possibile arrivare a 4-5 Mbit/s, paragonabili a velocità da ADSL. E, infine il più moderno, ovvero LTE, che corrisponderebbe al 4G presente solo su telefonini di ultima generazione che permette di arrivare fino a 3.3 Gbit/s in condizioni ottimali, anche se in Italia non si superano i 70-100 Mbit/s. I servizi di navigazione via cellulare sono offerti dagli operatori telefonici, anche se a prezzi maggiorati rispetto alle linee digitali ADSL. Per usufruire di questi servizi si possono utilizzare cellulari abilitati di ultima generazione, modem USB oppure delle PC card.

### 1200 and 2400 bit/s
I modem a 300 bit/s utilizzavano segnali con frequenze audio per inviare dati. In questo sistema, il flusso di 1 e 0 nei dati del computer viene tradotto in suoni che possono essere facilmente inviati sulle linee telefoniche. Nel sistema Bell 103, il modem di origine invia il livello logico 0 suonando un tono a 1.070 Hz e 1 secondo a 1.270 Hz, con il modem rispondente che trasmette i suoi 0 su 2.025 Hz e 1 secondo su 2.225 Hz. Queste frequenze sono state scelte attentamente; sono nella gamma che subisce una distorsione minima sul sistema telefonico e non sono armoniche l'una dell'altra.
Nei sistemi a 1.200 bit/s e più veloci, è stata utilizzata la codifica phase-shift. In questo sistema i due toni per ogni lato della connessione vengono inviati a frequenze simili a quelle dei sistemi a 300 bit/s, ma leggermente sfasati. I modem a banda vocale rimasero generalmente a 300 e 1.200 bit/s (V.21 e V.22) verso la metà degli anni '80. Un sistema V.22bis a 2.400 bit/s simile nel concetto al segnale Bell 212 a 1.200 bit/s è stato introdotto negli Stati Uniti e in Europa leggermente diverso. L'intervallo di frequenza disponibile limitato significava che il tasso di simbolo di modem a 1.200 bit/s era ancora solo 600 baud (simboli al secondo). Gli aumenti della velocità in bit sono stati ottenuti definendo quattro o otto simboli distinti, che consentivano la codifica di due o tre bit per simbolo anziché solo 1. L'uso di turni più piccoli aveva l'inconveniente di rendere ogni simbolo più vulnerabile alle interferenze, ma miglioramenti in la qualità della linea telefonica allo stesso tempo ha contribuito a compensare questo. Alla fine degli anni '80, la maggior parte dei modem poteva supportare tutti questi standard e l'operazione a 2400 bit/s stava diventando comune.

## Collegamenti
Abbiamo due tipi di collegamenti da effettuare:
1. dal dispositivo al computer
2. dal dispositivo alla rete telefonica.

Il collegamento al computer può essere di tipo:
- PCI
- USB
- con doppino (UTP) e relativo PLUG (RJ)
- Porta seriale RS232 (ma ci sono adattatori anche per porta parallela LPT1)

I collegamenti più usati per le varie linee sono:
- nel caso di linea analogica il collegamento al computer più diffuso è quello con porta seriale RS232.
- nel caso di linea ADSL, dal modem/router al computer si utilizza un cavo UTP con PLUG RJ-45 che verrà collegato a una scheda di rete Ethernet (IEEE 802.3x).

Verranno poi collegati alla rete telefonica con un doppino (in genere una piattina) a 2 o 4 pin con relativo plug RJ-11. Troviamo anche versioni di dispositivi con attacco USB e dispositivi PCI. Questi ultimi molto rari per quanto riguarda l'ADSL.
- nel caso di linea ISDN il Terminal adapter è o PCI o USB e andrà collegato a una presa telefonica con cavo a 4 pin e PLUG RJ-45

## Tecnologie usate per la comunicazione
I modem più comuni sono quelli che utilizzano la comune rete telefonica generale (public switched telephone network, PSTN) analogica.
Meno comuni sono i Modem in banda base che vengono utilizzati per scopi industriali e su linee private o noleggiate.
I modem ADSL (Asymmetric Digital Subscriber Line) sono generalmente usati come "data over voice" perché usano la banda del supporto fisico rispettando quella fonica.
Vengono comunemente chiamati con lo stesso nome analoghi dispositivi capaci di interfacciarsi con linee digitali ISDN (integrated services digital network) anche se questi dispositivi non sono propriamente definibili modem, in quanto non svolgono la funzione di modulazione/demodulazione del segnale digitale sopra una portante analogica perché la linea ISDN è già di tipo digitale.

## Libertà di scelta sul terminale
La scelta del modello di modem è per legge libera, come definito nell'articolo 3 del Regolamento UE 2015/2120 dell'Unione Europea. In Italia tale libertà  è subordinata alle clausole dei contratti telefonici e internet proposti dai singoli operatori. L'utilizzo di un modem proprio comporta tuttavia la adesione ad un'apposita offerta che non ne preveda il comodato o la vendita.. La discriminante su tale atteggiamento riguarda prettamente la definizione del modem: se "terminale" o "apparato"; in caso di terminale, questo è di proprietà del cliente, il quale ha piena libertà di scelta, mentre in caso di apparato, questo è di proprietà del fornitore di servizi..
L'impossibilità di scegliere il terminale pone il cliente a maggiori rischi, portando come già successo ad un possibile blocco della linea internet, agendo direttamente sul modem, le limitazioni degli utenti riguardano non solo l'apparato di comunicazione, ma anche la sua manutenzione, che ha un firmware gestito direttamente dall'operatore, il che espone ad ulteriori problemi di sicurezza e tutela dell'utente.